# Zervochoria
Zervochoria (griechisch Ζερβοχώρια, (f. sg.)); offizielle Bezeichnung Dimotiki Enotita Zervochorion, (Δημοτική Ενότητα Ζερβοχωρίων) ist einer der vier Gemeindebezirke der Gemeinde Polygyros auf der Halbinsel Chalkidiki in der griechischen Region Zentralmakedonien. Der Name der Gemeinde leitet sich aus der historischen Sammelbezeichnung der Dörfer des Gebietes ab: die ‚Zervo-Dörfer‘ (Zervochoria). Er entstand 1997 als eigenständige Gemeinde durch die Zusammenlegung von fünf Gemeinden, ihr Verwaltungssitz befand sich in der Ortschaft Paleochora.
Zu den Ortschaften und Siedlungen Zervochorias siehe Polygyros (Gemeinde).